# Рівнокрильник гарненький
Рівнокрильник гарненький (Isopterygiopsis pulchella) — вид мохів порядку гіпнобрієвих (Hypnales).

## Поширення
Ареал охоплює такі частини світу: Європа, Північна Америка, Південна Америка, Азія, Австралія, Нова Зеландія.
Населяє кислі ущелини скель, кам'янисті береги, вапняний ґрунт, ґрунт на перевернутих коренях дерев, основі дерев, гнила деревина; на висотах від 10 до 2300 метрів.

## Характеристика
Рослини в тонких або щільних килимках, від світло-зелених до жовтуватих. Стебла 2 см, 1–2 мм ушир. Листки від ланцетних до тонко-яйцеподібно-ланцетних, підувігнуті, 0.5–1.5 × 0.2–0.4 мм; краї плоскі, цілі або іноді дрібно зубчасті на верхівці. Спеціалізоване безстатеве розмноження рідко присутнє у вигляді пропагули. Вид автоіктичний. Коробочкові ніжки від червоного до червоно-коричневого, 1–2 см. Коробочка від жовтої до оранжево-коричневої, від довгастої до яйцеподібної, 0.5–2.5 мм. Спори 9–14 мкм.